# Бернард Буало
Бернард Буало (нар. 25 травня 1959) — колишній бельгійський тенісист.
Найвищу одиночну позицію світового рейтингу — 42 місце досяг 31 січня 1983, парну — 155 місце — 3 січня 1983 року.
Здобув 1 парний титул.
Найвищим досягненням на турнірах Великого шолома було 2 коло в одиночному та парному розрядах.

## Фінали Гран-прі за кар'єру

### Парний розряд: 1 (1–0)
| Результат | W/L | Дата     | Турнір         | Покриття | Партнер     | Суперники               | Рахунок  |
| --------- | --- | -------- | -------------- | -------- | ----------- | ----------------------- | -------- |
| Перемога  | 1–0 | Бер 1983 | Ніцца, Франція | Ґрунт    | Лібор Пімек | Бернар Фріц Жан-Луї Ейє | 6–3, 6–4 |

## Титули на челленджерах

### Парний розряд: (1)
| Ранг | Рік  | Турнір                                  | Покриття | Партнер     | Суперники                | Рахунок  |
| ---- | ---- | --------------------------------------- | -------- | ----------- | ------------------------ | -------- |
| 1.   | 1981 | Брюссельський столичний регіон, Бельгія | Ґрунт    | Ален Брішан | Майк Мібург Франк Пунчек | 7–5, 6–2 |